# Costa Rican Summer
Costa Rican Summer es una película estadounidense del género comedia de 2010, dirigida por Jason Matthews, escrita por Joel Silverman, en la fotografía estuvo Imre Juhasz y los protagonistas son Peter Dante, Pamela Anderson y Brock Kelly, entre otros. El filme fue realizado por Project 8 Films y Velocity Pictures; se estrenó el 24 de mayo de 2010.

## Sinopsis
Un joven surfista y sus amigos van a Costa Rica para rescatar el motel en la costa de su tía, revivir a un viejo campeón de surf y también hallar bastantes olas y mujeres para pasarla bien.